# Археологічна комісія у Петербурзі
Археологі́чна комі́сія у Петербу́рзі, Імператорська археологічна комісія — наукова установа, що керувала археологічними дослідженнями в Російській імперії протягом 1859—1919 років.
Імператорська археологічна комісія провела багато досліджень греко-скіфських пам'яток на території України.
1919 року функції цієї Археологічної комісії були покладені на Державну академію історії матеріальної культури, реорганізовану 1937 року в Інститут історії матеріальної культури Академії наук СРСР.

## Публікації
Археологічна комісія видавала
- щорічно «рос. Отчёты Императорской Археологической Комиссии» протягом 1862—1918 рр. (з відомостями за 1859—1915 рр.),
- а з 1901 — «рос. Известия Императорской Археологической Комиссии» протягом 1901—1918 років,
- опублікувала «рос. Материалы по археологии России» протягом 1866—1902 рр. 37 томів,
- «рос. Мечети Самарканда»,
- окремі археологічні збірки та монографії, які до наших днів зберегли своє пізнавальне значення.

## Голови
- У 1859—1882 роках — С. Г. Строганов;
- у 1882—1886 рр. — О. О. Васильчиков;
- у 1886—1917 рр. — О. О. Бобринский[1].